# Zakaria Habti
Zakaria Habti (en arabe : زكرياء الهبطي), né le 6 février 1998 à Casablanca, est un footballeur international[réf. nécessaire] marocain évoluant au poste d'attaquant.

## Biographie

### Jeunesse et débuts
Zakaria Habti voit le jour le 6 février 1998 à Hay Mohammadi, l'un des plus grands arrondissements de la capitale économique du Royaume, Casablanca. Il se met à jouer au football dans les rues de son quartier nommé Antaria avant de rejoindre le centre de formation de son club de cœur, le Raja Club Athletic à l'âge de 12 ans.
Zakaria passe par toutes les catégories des jeunes avant d'atteindre l'équipe espoir du club en 2017.

### Raja Club Athletic (2019-2023)
À l'été 2019, il commence à être appelé en équipe première sous la houlette du Français Patrice Carteron, où il part avec l'équipe à Agadir pour un stage de préparation d'avant-saison qui s'est tenu entre le 12 et le 21 juillet. Il est titularisé dès le premier match amical contre les Anglais du Oldham Athletic FC aux côtés de Mahmoud Benhalib et Mouhcine Iajour en attaque.
Le 10 août, les Verts disputent le premier match officiel de la saison contre Brikama United à Banjul lors du premier tour de la Ligue des champions 2019-2020. Zakaria Habti fait sa première apparition en équipe première en entrant en jeu à la 85e minute (nul 3-3).
Le 10 janvier 2020, il est titularisé pour la première fois sous la houlette de Jamal Sellami contre la JS Kabylie au Stade du 1er-Novembre à Tizi-Ouzou en phase des poules de la Ligue des champions (nul 0-0).
Le 2 août, il joue son premier match en championnat au titre de la 18e journée face au Youssoufia de Berrechid en remplaçant Mohsine Moutouali en seconde mi-temps.
Le 15 janvier 2021, le Raja annonce le prolongement du contrat de Zakaria Habti jusqu'au terme de la saison 2023-2024.
Le 3 mars, il délivre sa première passe décisive au compte des 8e de finale de la Coupe du trône contre l'Union de Sidi Kacem (victoire 2-0).
Le 21 avril au Benjamin Mkapa National Stadium, il inscrit le premier but de sa carrière professionnelle contre les Tanzaniens du Namungo FC au titre de la cinquième journée des poules de la Coupe de la confédération. Il délivre également la passe du premier but pour Iliass Haddad (victoire 0-3),.
Le 27 juin, il sort sur blessure face au Pyramids FC en demi-finale retour de la Coupe de la confédération. Les examens médicaux révèlent une entorse des ligaments de la cheville et est de ce fait, déclaré forfait pour le Derby décisif prévu quelques jours après. Il revient cependant à temps pour raccompagner le groupe à Cotonou pour disputer la finale de la Coupe de la confédération. Il ne joue aucune minute et le Raja remporte le titre face à la JS Kabylie.
FAR Rabat (2023-2024)
Après la fin de son contrat avec le Raja, il rejoint l'ASFAR le 26 août 2023 d'un contrat de deux saisons, son premier match officiel était le dimanche 3 septembre 2023 contre son ancienne équipe en championnat marocain au Stade Mohammed V, il inscrit d'occasion son premier but sous le maillot des FAR à la 80ème minute (2-2), mais cela a dû graver la situation de Habti puisqu'il a provoqué le public du Raja en enlevant son maillot en leur montrant son numéro avant qu'il se prend un carton rouge à la 94ème minute. Le lendemain, la Ligue nationale du Football Professionnel sanctionne Zakaria Habti avec une amende de 100.000 dirhams marocain et puni de 5 matchs en toutes compétitions nationales.
En fin de saison, Habti n'a joué que 24 matchs en marquant seulement 2 buts et en délivrant 3 passes décisives en étant vice-champion de la Botola et finaliste de la Coupe du Trône.

## Palmarès
Raja Club Athletic (3)
- Championnat du Maroc
  - Champion : 2019-20.
  - Vice-champion en 2020-21 et 2021-22.
- Coupe de la confédération
  - Vainqueur : 2021.
- Coupe arabe des clubs champions
  - Vainqueur : 2020.
- Coupe du Trône
  - Finaliste en 2022.
- Supercoupe d'Afrique:
  - Finaliste en 2021.

 FAR de Rabat
- Championnat du Maroc
  - Vice-champion en 2023-24
- Coupe du Trône
  - Finaliste en 2023.